# Ruandai labdarúgó-válogatott
A ruandai labdarúgó-válogatott (becenevükön: The Wasps Amavubi) Ruanda nemzeti csapata, melyet a ruandai labdarúgó-szövetség irányít. A csapat még nem jutott ki egyetlen labdarúgó-világbajnokságra sem.

## Nemzetközi eredmények
CECAFA Kupa
- Aranyérmes: 1 alkalommal (1998)
- Ezüstérmes: 3 alkalommal (2003, 2005, 2007)
- Bronzérmes: 3 alkalommal (2001, 2002, 2006)

## Világbajnoki szereplés
- 1930 - 1986 - Nem indult
- 1990 - Visszalépett
- 1994 - Nem jutott be
- 1998 - 2018 - Nem jutott be

## Afrikai nemzetek kupája-szereplés
| Év   | Eredmény   |
| ---- | ---------- |
| 1957 | Nem indult |
| 1959 | Nem indult |
| 1962 | Nem indult |
| 1963 | Nem indult |
| 1965 | Nem indult |
| 1968 | Nem indult |
| 1970 | Nem indult |
| 1972 | Nem indult |
| 1974 | Nem indult |
| 1976 | Nem indult |

| Év   | Eredmények    |
| ---- | ------------- |
| 1978 | Nem indult    |
| 1980 | Nem indult    |
| 1982 | Nem jutott be |
| 1984 | Nem jutott be |
| 1986 | Nem indult    |
| 1988 | Visszalépett  |
| 1990 | Nem indult    |
| 1992 | Nem indult    |
| 1994 | Nem indult    |
| 1996 | Nem indult    |

| Év   | Eredmények    |
| ---- | ------------- |
| 1998 | Nem indult    |
| 2000 | Nem jutott be |
| 2002 | Nem jutott be |
| 2004 | Csoportkör    |
| 2006 | Nem jutott be |
| 2008 | Nem jutott be |
| 2010 | Nem jutott be |
| 2012 | Nem jutott be |
| 2013 | Nem jutott be |
| 2015 | Kizárták      |

## Mérkőzések

### Következő mérkőzések
| Időpont | Kiírás | Helyszín | Ellenfél |
| ------- | ------ | -------- | -------- |
|         |        |          |          |

## A válogatott szövetségi kapitányai
| # | Időszak   | Nemzetiség   | Név              |
| - | --------- | ------------ | ---------------- |
| 1 | 2001-2004 | Szerbia      | Ratomir Dujković |
| 2 | 2008-     | Horvátország | Branko Tucak     |

## Külső hivatkozások
- Ruanda a FIFA.com-on Archiválva 2009. július 9-i dátummal a Wayback Machine-ben

1. ↑  The FIFA/Coca-Cola World Ranking. FIFA
2. ↑  World Football Elo Ratings. eloratings.net